# (7976) Pinigin
(7976) Pinigin (1977 QT2) – planetoida z pasa głównego asteroid okrążająca Słońce w ciągu 3,32 lat w średniej odległości 2,23 j.a. Odkryta 21 sierpnia 1977 roku.